# Abelardo Escobar Prieto
Abelardo Escobar Prieto (Ciudad Juárez, Chihuahua; 19 de enero de 1936-Ciudad Juárez, 11 de febrero de 2019) fue un ingeniero agrónomo y político mexicano, miembro del Partido Acción Nacional que se desempeñó como secretario de la Reforma Agraria en el gabinete de Felipe Calderón Hinojosa, siendo ratificado en el cargo, que ya lo ejercía desde el gobierno de Vicente Fox.

## Biografía
Abelardo Escobar fue ingeniero agrónomo egresado por la Escuela Superior de Agricultura Hermanos Escobar, de Ciudad Juárez, Chihuahua, en la cual se desempeñó como maestro por veinte años y fue su director de 1973 a 1976. Obtuvo además una maestría en la Universidad de Nuevo México en Las Cruces. Fue representante de la Escuela Hermanos Escobar en la Asociación Mexicana de Educación Agrícola Superior y presidente de este organismo en 1976.
El 23 de enero de 2007, recibió por parte del Banco Mundial el premio Arado de Oro al mejor programa de Desarrollo Social a nivel internacional, por el programa Fondo de Tierras y Joven Emprendedor Rural.
Fue secretario del ayuntamiento de Ciudad Juárez de 1992 a 1995 en la administración de Francisco Villarreal Torres, precandidato del PAN a presidente municipal de Ciudad Juárez, ese último año, perdiendo la candidatura frente a Ramón Galindo Noriega, y electo diputado federal suplente por representación proporcional a la LVIII Legislatura de 2000 a 2003, ejerció como diputado propietario prácticamente toda la legislatura, pues su titular, Josefina Vázquez Mota, se separó del cargo para ser secretaria de Desarrollo Social en el gabinete de Vicente Fox.
Al terminar su periodo como diputado fue nombrado director en jefe del Registro Agrario Nacional y a partir del 24 de abril de 2006, Vicente Fox lo nombró secretario de la Reforma Agraria cargo en el que fue ratificado por Felipe Calderón Hinojosa a partir del 1 de diciembre del mismo año.
El presidente de la república, Felipe Calderón Hinojosa, lo designó coordinador de las estrategias de desarrollo social para abatir la crisis de inseguridad de Ciudad Juárez.
Falleció el 11 de febrero de 2019.

## Publicaciones
- Una Ventana al Pasado (Las Historias que no queremos olvidar)